# 金瓶梅 (1955年电影)
《金瓶梅》（英語：Chin Ping Mei）是1955年上映的香港剧情片，导演王引，主演王豪、李香兰、杨志卿、唐若青、吴家骧、洪波。改编自明朝兰陵笑笑生《金瓶梅》。

## 剧情
潘金莲是原本是一户地主家的丫鬟，因相貌美艳，被地主相中，想要奸污她，她不从，被地主卖给了当地最丑的男人武大郎，武大郎身材矮小，房事能力差，不能满足潘金莲的性欲，潘金莲烦恼不已。一日，武大郎的弟弟武松因为在景阳冈打死老虎封为都头衣锦还乡，潘金莲见其相貌英俊高大，心生爱慕，时常趁着武大郎不在用言语和举止挑逗武松，武松为人耿直，没有接受潘金莲示爱反而痛骂潘金莲不守妇道，潘金莲便在武大郎面前告恶状，武松不得已离家而去。一日，财主西门庆在街上游荡，潘金莲正在晒衣服，不小心手中的晾衣杆跌落，掉在西门庆前面，西门庆和潘金莲便由此相识，通过贿赂潘金莲的邻居王婆，西门庆和潘金莲便时常在王婆家通奸，并且用学习针织女工的名义掩饰，卖梨子的郓哥发觉情况之后，告诉了武大郎，武大郎将二人捉奸在床，但是武大郎被西门庆踢伤卧病在床，为了解决后顾之忧，西门庆、潘金莲和王婆一起用毒毒死了武大郎。武松回家之后，看到哥哥武大郎突然去世，心生疑虑，通过逼问，从潘金莲口中得知哥哥冤死，潘金莲觉得羞愧，含恨自尽，为了报仇，武松去财主西门庆家杀掉了西门庆，而后去县衙自首。

## 演出
| 演员   | 角色   | 备注 |
| 李香兰 | 潘金莲 |      |
| 王豪   | 西門慶 |      |
| 杨志卿 |        |      |
| 唐若青 | 王婆   |      |
| 吴家骧 |        |      |
| 洪波   |        |      |

## 曲目
- 插曲〈身世飘零〉，演唱：李香兰。
- 插曲〈烏鴉變鳳凰〉，演唱：李香兰。
- 插曲〈蘭閨寂寂〉，演唱：李香兰。

## 制作
该片中潘金莲由“东亚第一影星”李香兰出演。